# Guyanai krokodilteju

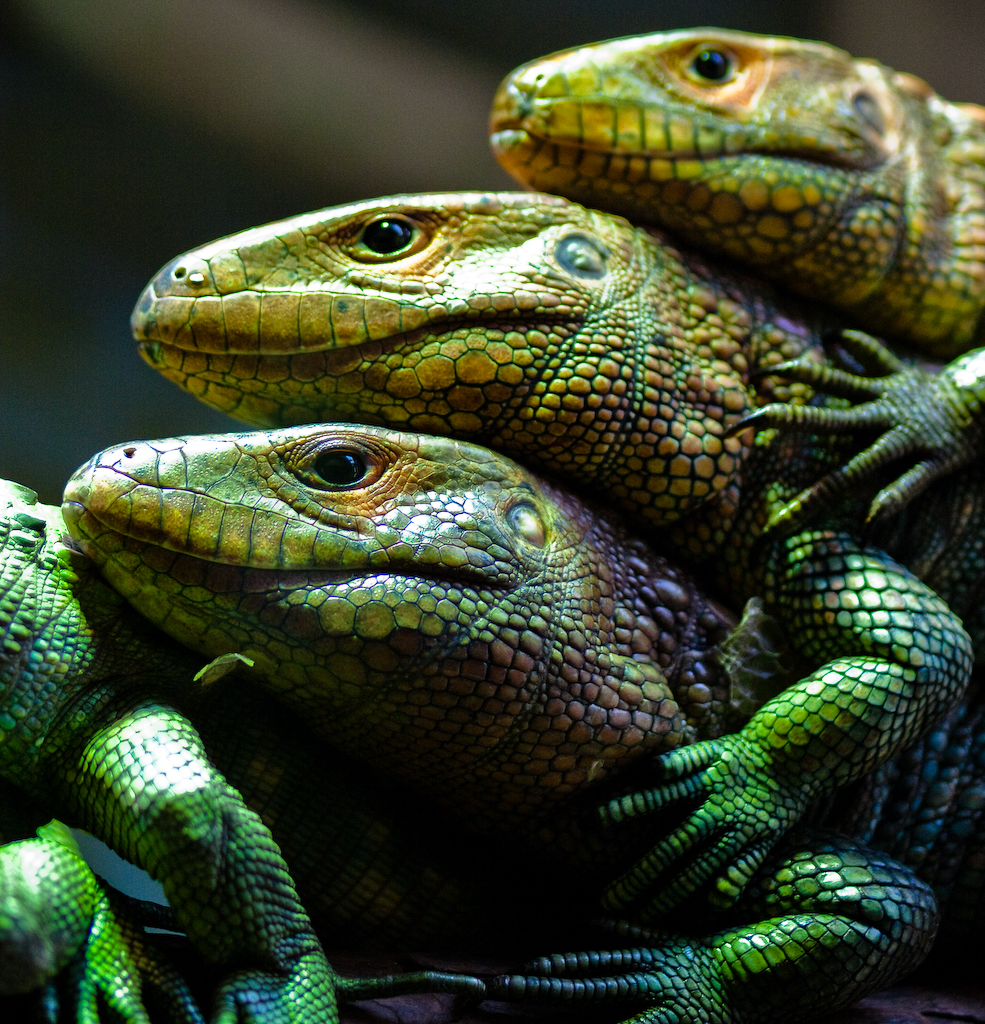

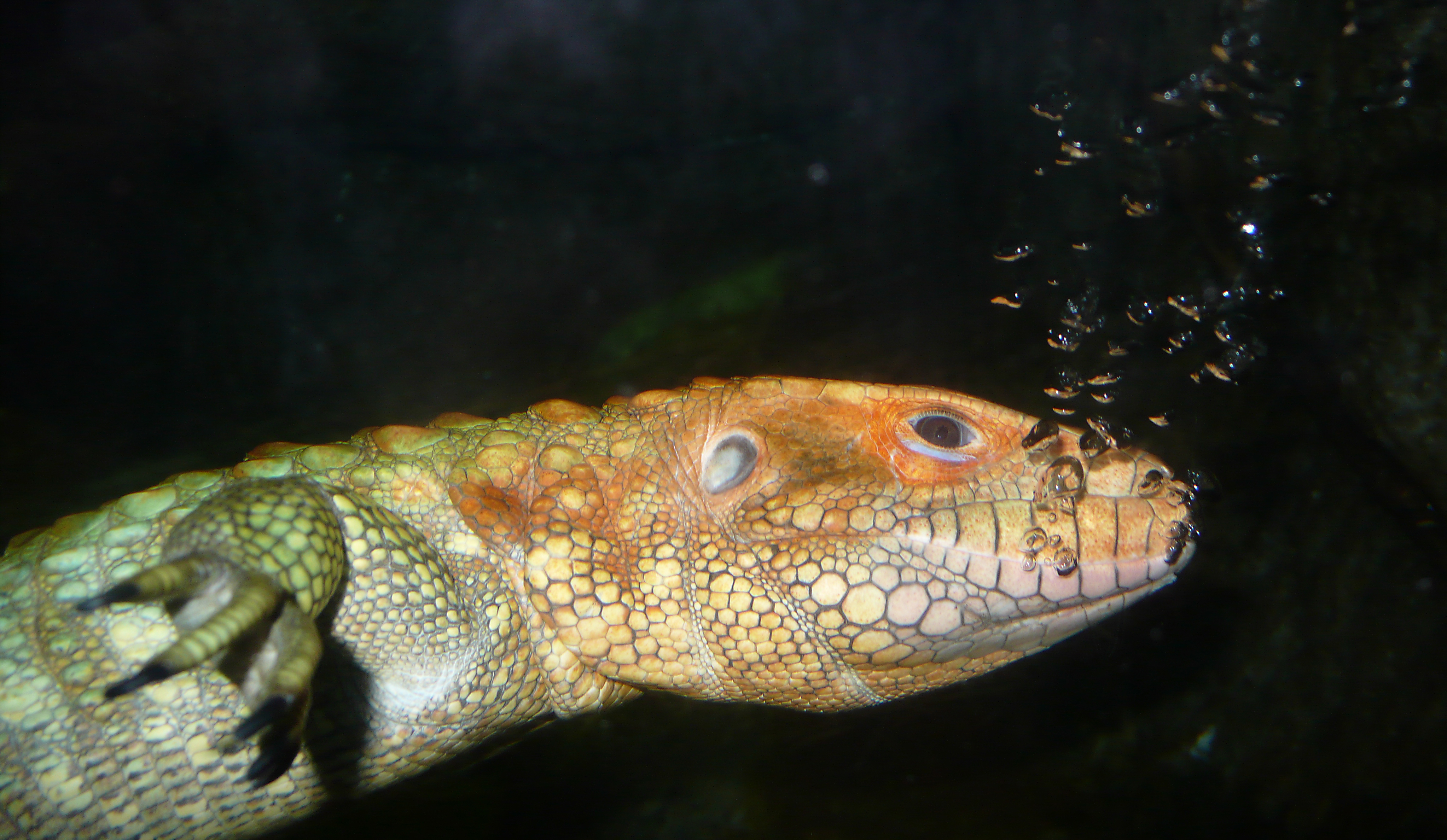
Guyanai krokodilteju a víz alatt

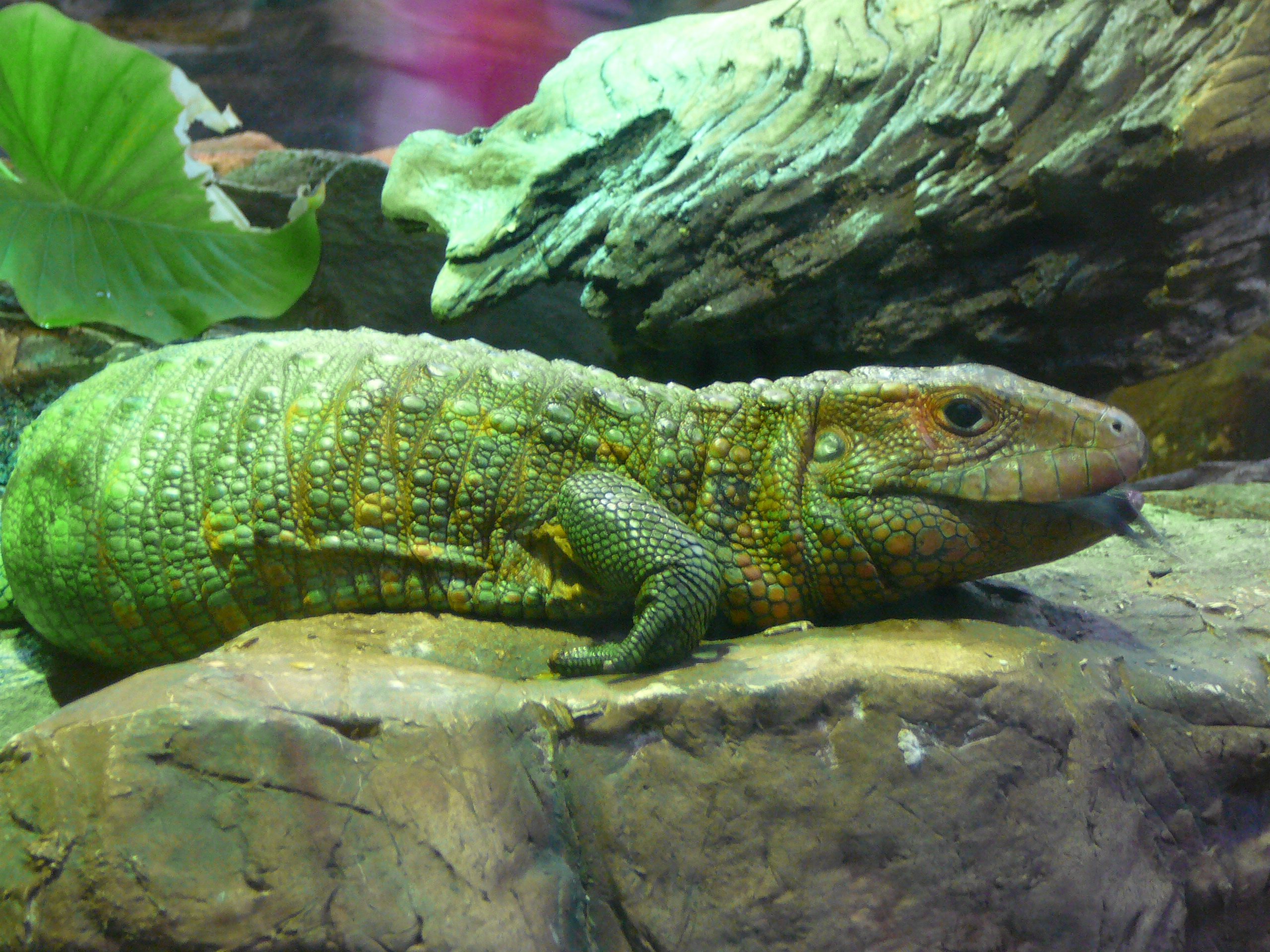

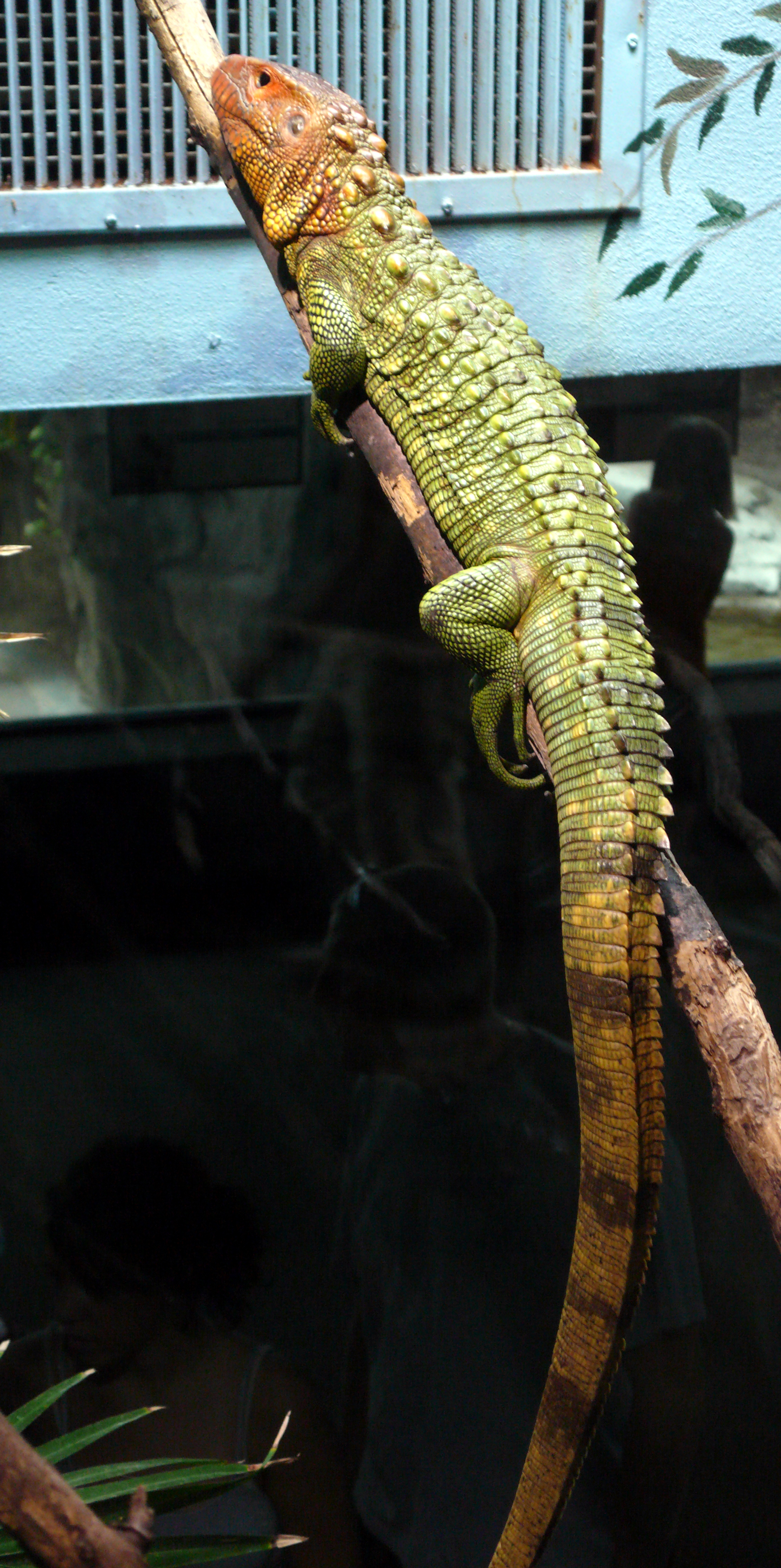

A guyanai krokodilteju  (Dracaena guianensis) a hüllők (Reptilia) osztályába, a pikkelyes hüllők (Squamata) rendjébe és a gyíkok (Sauria) alrendjébe tartozó faj.

## Elterjedése
Az Amazonas-medencében Brazília, Ecuador, Guyana, Kolumbia és Peru területén honos. Mocsarak, folyók és elárasztott erdők.

## Megjelenése
90–110 cm hosszúságú, zömök, erőteljes testalkatú gyík. Nagy, robusztus feje van. Erős állkapcsán ülő lapos fogaival könnyedén roppantja össze a fő táplálékát nyújtó vízi csigákat, a csigaház emészthetetlen darabjait nyelvével lökdösi ki a szájából. A krokodilteju alapszíne élénk zöld vagy barna, feje narancssárga. A fiatalok színe élénkebb a felnőttekénél. Nyakán  meredező pikkelyei némi védelmet nyújtanak számára. A hátán és a farkán felálló nagy pikkelyek kettős sorban rendeződve élt alkotnak. Széles, viszonylag rövid fejétől eltekintve, ez a gyík hasonlít a pápaszemes kajmánra (Caiman crocodilus).

## Életmódja
A guyanai krokodilteju nappal aktív. Tápláléka puhatestűekből, ízeltlábúakból és tojásokból áll. A száraz évszakban állítólag a fára is felmászik, rovarok és tojások után kutatva. A szaporodását követően fészekaljanként 2 tojást raknak.